# دين الشرف (رواية)
دين الشرف Debt of Honor هي رواية إثارة تقنية للكاتب الأمريكي توم كلانسي، وصدرت في 17 أغسطس 1994.وهي رواية متممة لرواية «مجموع كل المخاوف» (1991).
ظهر الكتاب في المرتبة الأولى على قائمة أفضل الكتب مبيعًا في نيويورك تايمز. وذكر لاحقًا أن أحداث الرواية تحتوي على حبكة مؤامرة مشابهة لأحداث 11 سبتمبر 2001، والهجمات الإرهابية واختطاف طائرة يونايتد إيرلاينز الرحلة 93 .

## القصة
يتولى جاك رايان منصب مستشار الأمن القومي، عندما تسيطر عصابة سرية من الصناعيين اليابانيين على حكومة بلادهم ويشعلون حربًا ضد الولايات المتحدة.